# Le Crozet
Pour les articles homonymes, voir Crozet.
Le Crozet est une commune française située dans le département de la Loire en région Auvergne-Rhône-Alpes.

## Géographie
La commune est arrosée par l'Arçon, affluent de la Loire.

### Climat
Pour des articles plus généraux, voir Climat d'Auvergne-Rhône-Alpes et Climat de la Loire.
En 2010, le climat de la commune est de type climat océanique dégradé des plaines du Centre et du Nord, selon une étude du Centre national de la recherche scientifique s'appuyant sur une série de données couvrant la période 1971-2000. En 2020, Météo-France publie une typologie des climats de la France métropolitaine dans laquelle la commune est exposée à un climat de montagne ou de marges de montagne et est dans la région climatique Centre et contreforts nord du Massif Central, caractérisée par un air sec en été et un bon ensoleillement.
Pour la période 1971-2000, la température annuelle moyenne est de 10,8 °C, avec une amplitude thermique annuelle de 15,9 °C. Le cumul annuel moyen de précipitations est de 915 mm, avec 11,2 jours de précipitations en janvier et 7,9 jours en juillet. Pour la période 1991-2020, la température moyenne annuelle observée sur la station météorologique de Météo-France la plus proche, « Arfeuilles », sur la commune d'Arfeuilles à 10 km à vol d'oiseau, est de 11,2 °C et le cumul annuel moyen de précipitations est de 951,6 mm,. Pour l'avenir, les paramètres climatiques de la commune estimés pour 2050 selon différents scénarios d'émission de gaz à effet de serre sont consultables sur un site dédié publié par Météo-France en novembre 2022.

## Urbanisme

### Typologie
Au 1er janvier 2024, Le Crozet est catégorisée commune rurale à habitat dispersé, selon la nouvelle grille communale de densité à sept niveaux définie par l'Insee en 2022.
Elle est située hors unité urbaine. Par ailleurs la commune fait partie de l'aire d'attraction de Roanne, dont elle est une commune de la couronne,. Cette aire, qui regroupe 88 communes, est catégorisée dans les aires de 50 000 à moins de 200 000 habitants,.

### Occupation des sols
L'occupation des sols de la commune, telle qu'elle ressort de la base de données européenne d’occupation biophysique des sols Corine Land Cover (CLC), est marquée par l'importance des territoires agricoles (82,1 % en 2018), une proportion sensiblement équivalente à celle de 1990 (82,2 %). La répartition détaillée en 2018 est la suivante : 
prairies (73 %), forêts (15,3 %), zones agricoles hétérogènes (9 %), zones urbanisées (2,6 %). L'évolution de l’occupation des sols de la commune et de ses infrastructures peut être observée sur les différentes représentations cartographiques du territoire : la carte de Cassini (XVIIIe siècle), la carte d'état-major (1820-1866) et les cartes ou photos aériennes de l'IGN pour la période actuelle (1950 à aujourd'hui).

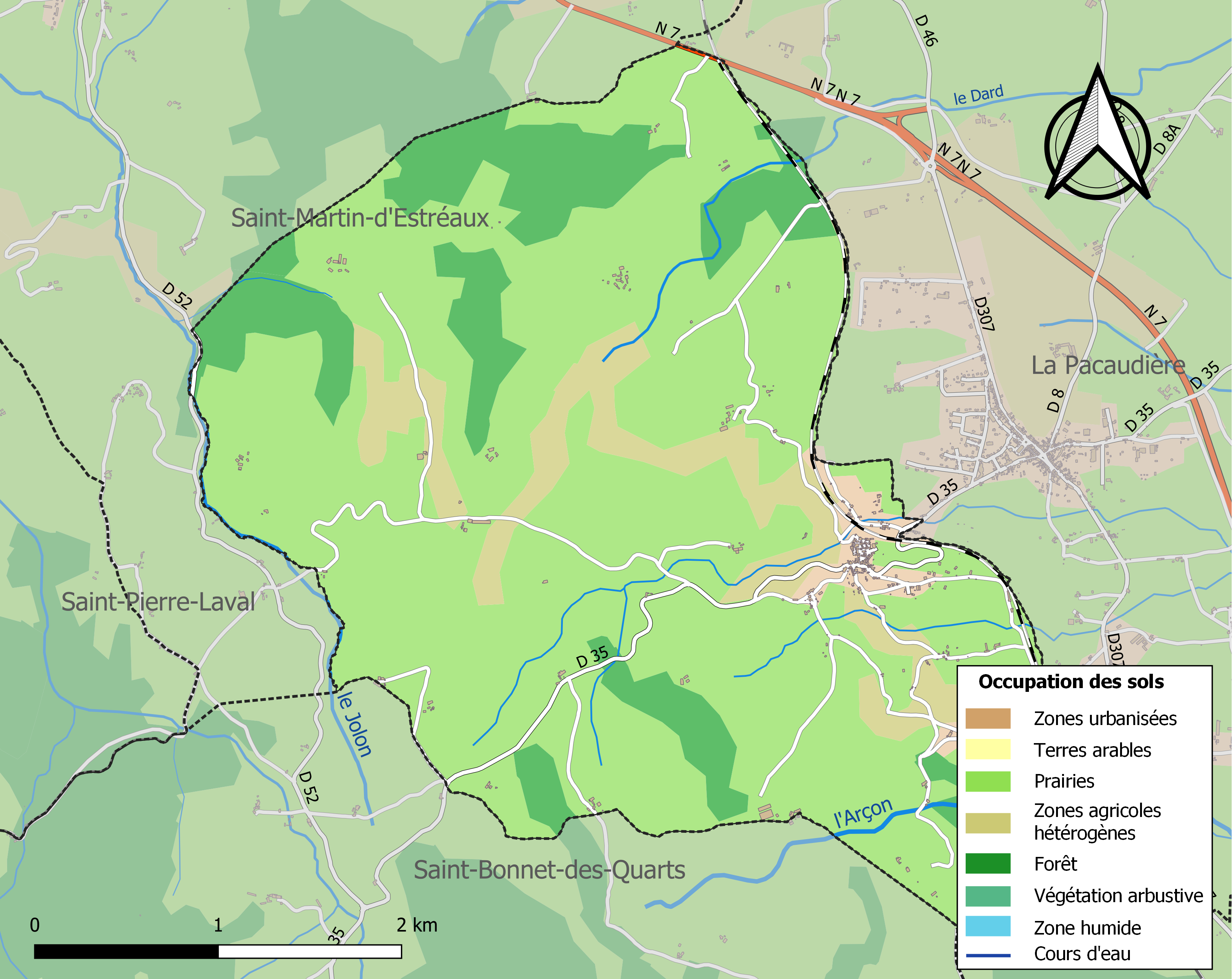
Carte des infrastructures et de l'occupation des sols de la commune en 2018 (CLC).

## Histoire
Une importante catastrophe ferroviaire a lieu le 20 mars 1971, deux trains se heurtant lors du passage du tunnel du Crozet. L'accident provoque l'effondrement du tunnel qui est transformé en tranchée ouverte. Deux mécaniciens sont morts dans l'accident, les travaux de déblaiement font un troisième mort,.
Le village a obtenu le label Villages et cités de caractère.
Depuis le 1er janvier 2013, la communauté de communes du Pays de la Pacaudière dont faisait partie la commune s'est intégrée à la communauté d'agglomération Roannais Agglomération.
En 2024 la commune obtient le label Petite Cité de Caractère de France.

### Héraldique
|  | Les armoiries de Le Crozet se blasonnent ainsi : De sinople à la tour d’argent maçonnée et ouverte de sable posée sur une terrasse d'argent, maçonnée de sable et mouvant de la pointe, la tour chargée d’un écusson de gueules au dauphin d’or posée sur une plaine aussi d’argent maçonnée aussi de sable, sommée d’un filet du même. |

## Politique et administration
| Période                                  | Période  | Identité           | Étiquette | Qualité |
| ---------------------------------------- | -------- | ------------------ | --------- | --- |
| Les données manquantes sont à compléter. |          |                    |           | |
| 2020                                     | En cours | Nicolas Chargueros | Sans      | Agriculteur |
| 2001                                     | 2020     | René-André Barret  | DVG       | Conseiller général du canton de La Pacaudière (2004-2015) Ancien président de la communauté de communes du Pays de la Pacaudière |
| Les données manquantes sont à compléter. |          |                    |           | |

## Démographie
L'évolution du nombre d'habitants est connue à travers les recensements de la population effectués dans la commune depuis 1872. Pour les communes de moins de 10 000 habitants, une enquête de recensement portant sur toute la population est réalisée tous les cinq ans, les populations de référence des années intermédiaires étant quant à elles estimées par interpolation ou extrapolation. Pour la commune, le premier recensement exhaustif entrant dans le cadre du nouveau dispositif a été réalisé en 2004.
En 2022, la commune comptait 240 habitants, en évolution de −14,29 % par rapport à 2016 (Loire : +1,32 %, France hors Mayotte : +2,11 %).
| 1872 | 1876 | 1881 | 1886 | 1891 | 1896 | 1901 | 1906 | 1911 |
| ---- | ---- | ---- | ---- | ---- | ---- | ---- | ---- | ---- |
| 614  | 794  | 719  | 730  | 701  | 656  | 659  | 621  | 560  |

| 1921 | 1926 | 1931 | 1936 | 1946 | 1954 | 1962 | 1968 | 1975 |
| ---- | ---- | ---- | ---- | ---- | ---- | ---- | ---- | ---- |
| 447  | 452  | 412  | 420  | 423  | 388  | 357  | 336  | 285  |

| 1982 | 1990 | 1999 | 2004 | 2006 | 2009 | 2014 | 2019 | 2022 |
| ---- | ---- | ---- | ---- | ---- | ---- | ---- | ---- | ---- |
| 290  | 292  | 295  | 284  | 273  | 298  | 282  | 257  | 240  |

## Culture locale et patrimoine

### Lieux et monuments
- Église de la Nativité-de-Jean-Baptiste du Crozet.
- Église dite la Vieille-église du Crozet.
- Maison du Conseiller Papon.
- Donjon.
- La Grande Porte du rempart de Noirétable.

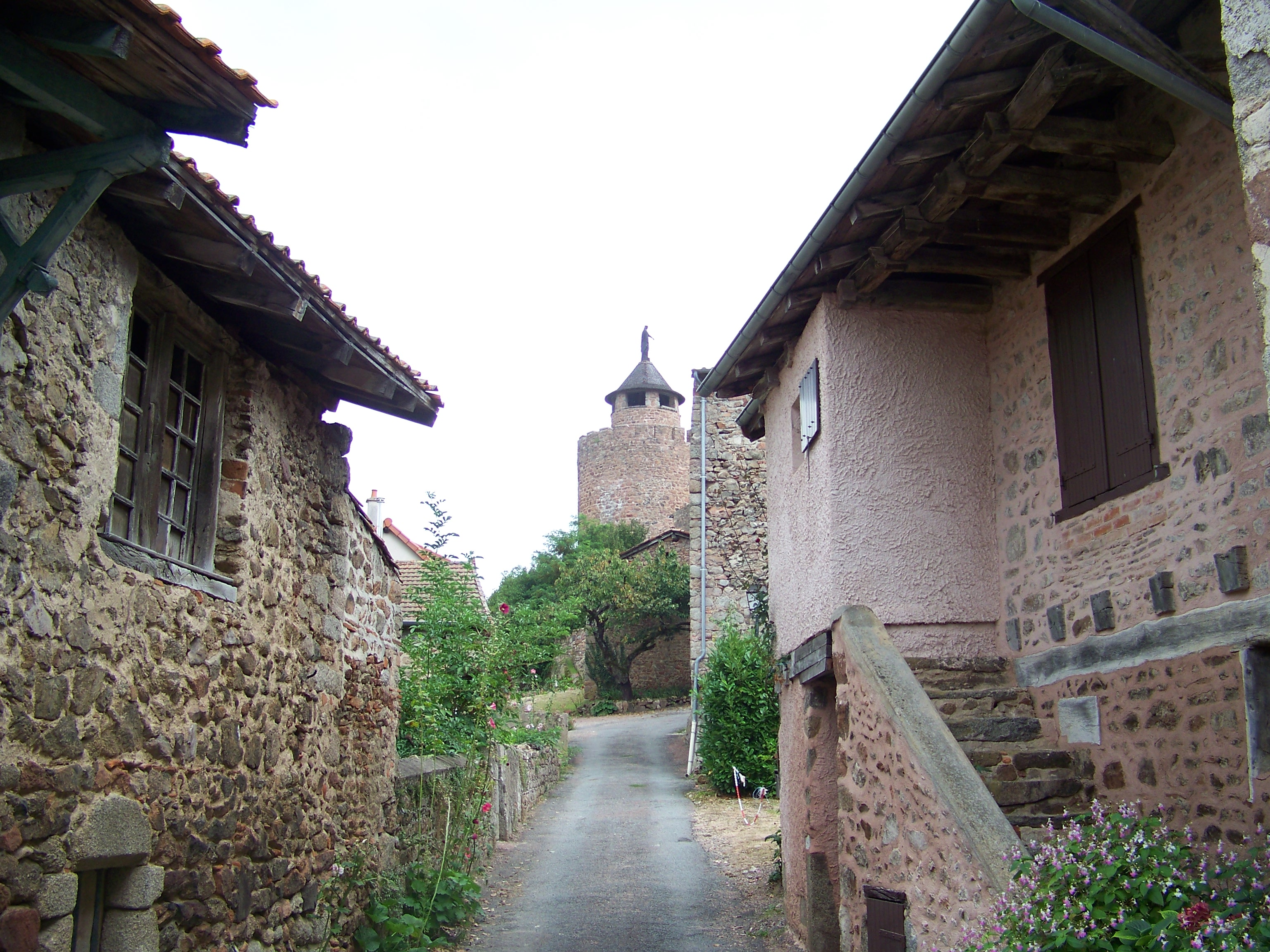
La Tour et le Chemin de Ronde au Crozet.

- Ferme Fortifiée des Jolards

### Espaces verts et fleurissement
En 2014, la commune obtient le niveau « une fleur » au concours des villes et villages fleuris.

## Personnalités liées à la commune
- Jean Papon (1507-1590), jurisconsulte et écrivain français.